# Državna cesta D530
D530 je državna cesta u Hrvatskoj. Ukupna duljina iznosi 1,7 km.